# Aéroport Rodriguez Ballón d'Arequipa
Pour les articles homonymes, voir AQP.
L'aéroport international Rodriguez Ballon (code IATA : AQP • code OACI : SPQU) est un aéroport qui dessert la ville péruvienne d'Arequipa, la deuxième plus grande ville du pays. Il est situé à 8 km du centre-ville sur la hauteur de Zamacola 2 560 m. Il porte le nom d'Alfredo Rodríguez Ballón (es), un pilote péruvien.
Il est le premier des 22 aéroports dans le département d'Arequipa, et le troisième pour le trafic aérien après l'aéroport international Jorge Chávez de Lima et l'aéroport international Alejandro Velasco Astete de Cuzco. Il a été utilisé par 939 397 passagers en 2010, dont 929 698 passagers de vols intérieurs et 9 699 passagers internationaux.

## Situation
Sa situation géographique dans le pays lui a permis de devenir une plaque tournante de la redistribution du trafic aérien au sud du Pérou. Il offre des connexions nationales avec les départements de Tacna, Juliaca, Cuzco et Lima. Il propose des vols internationaux à destination du Chili Arica, Iquique, Antofagasta, Santiago, et Buenos Aires.
| Andahuaylas Anta Arequipa Ayacucho Cajamarca Chiclayo Cuzco Iquitos Jaén Jauja Juliaca Lima Piura Pucallpa Puerto · Maldonado Tacna Talara Tarapoto Tingo María Trujillo Tumbes |

## Statistiques
Pour des raisons techniques, il est temporairement impossible d'afficher le graphique qui aurait dû être présenté ici.

Voir la requête brute et les sources sur Wikidata.

### Zoom sur l'impact du covid de 2019-2020
Pour des raisons techniques, il est temporairement impossible d'afficher le graphique qui aurait dû être présenté ici.

Voir la requête brute et les sources sur Wikidata.

## Équipements
En 1920 est créé un terrain d'atterrissage pour la compagnie aérienne commerciale Arequipa Miraflores, opérant sur Faucett ou Panagra. La croissance de la ville en 1940 implique la construction de l'aérodrome de "Chachani" rebaptisé "Arequipa", opérant sur la zone Zamacola.
Le 15 août 1979, un nouveau terminal aérien commence ses opérations à Arequipa. Il est rapidement devenu le deuxième plus développé du pays. Le bâtiment à l'architecture moderne préserve le style architectural d'Arequipa avec des voûtes et pierres de taille. La disposition de ses 2 halls (4 226 m2) permet d'apprécier à la fois la beauté des matériaux employés et le paysage volcanique environnant depuis le balcon de transport en commun de 800 m2. Le bâtiment de 7 étages de la tour de contrôle est accessible par un escalier. Une vue à 360 degrés y est offerte. Le terminal est l'un des plus complets et modernes du Pérou.
Des vols commerciaux réguliers sont effectués à partir de l'aérogare principal. Les zones de chargement et de déchargement des passagers (Passenger Départ & arrivées) sont au premier étage avec les compteurs (Check-in) Airlines aériennes péruviennes, LAN Perú, Sky Airline, TACA Perú, Star Perú. Il dispose de salons, portes d'embarquement (Gates) 1, 2, 3 et 4., salon VIP, de sécurité et de contrôle des migrations, des contrôles des douanes, d'un bureau de la Banque Nationale du Pérou, d'un bureau de l'Information, de sonorisation des salles d'arrivées de l'aéroport (Baggage Claim) avec les convoyeurs de bagages, etc. Au deuxième étage se trouve l'espace administratif.
La zone de fret de l'aéroport est une annexe à l'aérogare principal. Elle occupe son propre bâtiment, sur un niveau de 1 600 m2 de surface couverte. Un accès permet de charger directement à la plate-forme des avions. L'accès est restreint se fait par une rue du Complexe aéronautique dans la zone de stationnement à péage de véhicules.
Rodriguez Ballon Aéroport a accueilli l'"Aéroclub Arequipa ACA", un club d'aviation civile de renommée avec des avions Cessna pour la projection de loisirs et sociaux. Ce club a cessé ses activités en tant qu'institution à la fin des années 1990. Actuellement ses anciens membres volent dans l'aérodrome de loisirs d'Islay Mollendo (Arequipa).
En 2003, une entreprise renommée dans le secteur minier dans la région y a installé sa base opérationnelle avec ses avions, ses hangars, ses ateliers ainsi que son terminal d'aviation d'affaire.
Le propriétaire actuel de l'aéroport est l'État péruvien qui a donné la concession au consortium Andine Argentine Aéroports pour moderniser et améliorer l'infrastructure. Le terminal de l'aéroport à Arequipa possède une piste 09/27 entièrement pavée de 2 980 m de long sur 45 m de large. Disposées en éventail, parallèlement à elles sont disposées les voies de circulation A, B et B1. Grâce à ses caractéristiques, la piste permet l'atterrissage de l'Airbus A320. Une plate-forme de 32 000 m2 peut accueillir jusqu'à 6 avions "Classe C" comme des Airbus A319 ou Boeing 737-200 des compagnies aériennes opérant dans le pays. La longueur de la piste permet cependant de recevoir des Boeing 747 en cas d'urgence.
Le système d'approche et d'éclairage des pistes permet l'atterrissage de nuit en toute sécurité. L'aéroport dispose d'équipements de lutte contre l'incendie avec des camions Titan E-One, des ambulances et des unités de soutien.

## Les services fournis par le terminal
- Information: panneaux électroniques, écrans LCD, systèmes de sonorisation, informations aux bureaux.
- Tourisme: Information touristique Iperú, agences de voyages et hôtels.
- Financier: l'Agence de la Banque Nationale, Globalnet ATM, des bureaux de change et d'assurance.
- Télécommunications: cabines téléphoniques, téléphones mobiles, kiosques Internet, Wi-Fi.
- Transport: un service de taxi, (prix de prise en charge recommandé de l'aéroport à la Plaza de Armas S/.15 (6 $ ou 4€), le bus métropolitain: ArequipaBus.
- Sécurité: police, sécurité privée, premiers secours.
- Commercial: Le ibérique, plusieurs magasins.

## L'escadre aérienneNo3
Sur l'ancien aéroport "Chachani" est basé le terminal du détachement de la Force aérienne du Pérou à Arequipa. Le numéro de l'escadre aérienne est le 3. Le terminal est relié au nouvel aéroport par une voie de circulation de 100 m permettant à l'escadre d'utiliser les pistes. La plate-forme militaire a une superficie de 7 000 m2 pour les 2 types d'Hercules C130. Sur cette plate-forme, il y a aussi un «héliport», principalement utilisé dans les situations d'urgence, le soutien logistique et la santé grâce à des hélicoptères Mi-17 de la PAF, du PE et du PNP.
Le "Air Wing No 3" d'Arequipa comprend le :
- Groupe n ° 2 sur la base aérienne à la Base de Vitor (Arequipa), l'escadron 211, les hélicoptères de combat Mi-25 D.
- Groupe n ° 4 sur la base aérienne à la Base de La Joya (Arequipa), l'escadron de chasse 412 "faucons" du Mirage 2000.
- Groupe n ° 4 sur la base aérienne à la Base de La Joya (Arequipa), l'escadron d'instruction avancée 411, le MB-339.

Inclus dans les unités subordonnées à l'École de commandement FAP (Arequipa), la base aérienne de Puerto Maldonado et Tacna Air détachement.

## Destinations
Rodriguez Ballon Aéroport reçoit actuellement 44 vols commerciaux par jour et jusqu'à 58 vols en haute saison (juin à août). L'arrivée du premier vol est à 4h30 tandis que le dernier est à 21h00. Les débarquements de vols non commerciaux, privés et militaires surviennent à n'importe quel moment de la journée entre 6h00 et 22h00.
| Compagnies       | Destinations          |
| ---------------- | --------------------- |
| JetSmart Perú    | Cuzco, Lima-J. Chávez |
| LATAM Perú       | Cuzco, Lima-J. Chávez |
| Sky Airline Peru | Lima-J. Chávez        |

Édité le 20/10/2017  Actualisé le 11/12/2023

## Accessibilité
Il y a deux chemins d'accès à l'aéroport de la ville :
- Ayacucho pont de la rue Av. Grau. Armée-Av. Aviation, sortie de l'aéroport. 8 km. 15 minutes.
- Parra-variante Av-Way éviter Uchumayo-Av. Aviation, sortie de l'aéroport. 16 km. 25 minutes.